# Elementos del grupo 10
Los elementos que se pueden encontrar en el grupo 10 son los siguientes: 
- Níquel (28)
- Paladio (46)
- Platino (78)
- Darmstatio (110)

Estos elementos a temperatura ambiente se presentan en estado sólido.  

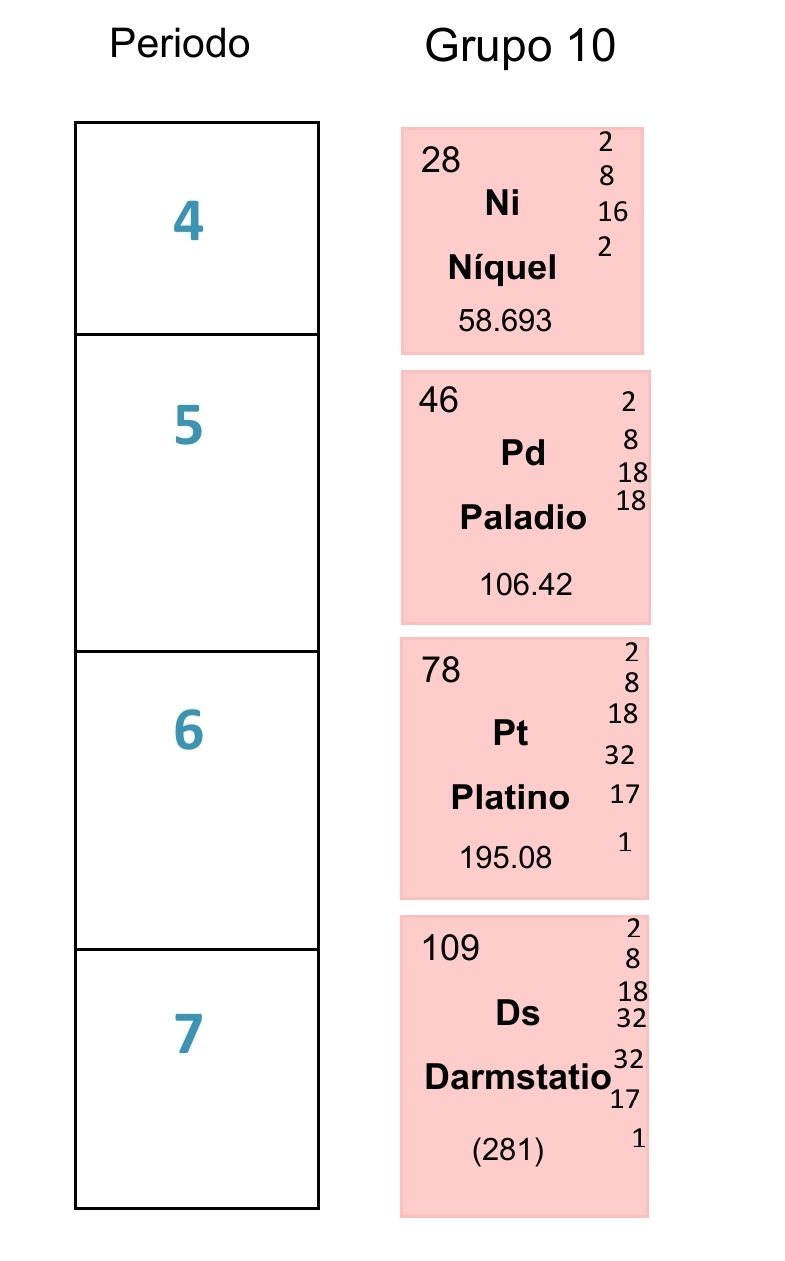
Grupo 10- Tabla periodica

## Propiedades comunes
También es conocida como la familia del níquel. Los estados de oxidación que tienen en común los elementos son 0 y +2. Todos se encuentran en la naturaleza en forma elemental aunque el níquel al ser el más reactivo de ellos, solamente están en aleaciones de algunos meteoritos. 
Todos estos elementos tienen completados los números "d" de su capa de valencia lo que explica su relativa inercia frente a los agentes oxidantes que se hace más patente bajando en el grupo. Todos son metales importantes en ingeniería aeroespacial  y en la industria química dada sus propiedades catalíticas.

#### Propiedades físicas
- Color: Blanco y plata, con brillo metálico.

- Conducción: Calor y electricidad.

- Puntos de fusión y ebullición: Altos.

Propiedades químicas
- Altamente reactivos.
- Forman enlaces covalentes con facilidad.
- Estables a temperatura ambiente.
- Darmstatio no tiene isótopos estables. [2]

#### Configuración electrónica
- Níquel
- Paladio
- Platino
- Darmstatio[3]